# Heterolepidoderma tenuisquamatum
Heterolepidoderma tenuisquamatum is een buikharige uit de familie Chaetonotidae. Het dier komt uit het geslacht Heterolepidoderma. Heterolepidoderma tenuisquamatum werd in 1981 voor het eerst wetenschappelijk beschreven door Kisielewski. 